# Sphaerius
Sphaerius é um género de insetos coleópteros que contém 23 espécies, sendo o único género da família Sphaeriusidae. São encontrados com frequência ao longo da margem de cursos de água, onde se alimentam de algas, ocorrendo em todos os continentes com excepção da Antártida. Apenas 3 espécies ocorrem dos Estados Unidos.

## Descrição
A forma geral do corpo é convexa, lustrosa, castanho escuro ou preto, com algumas marcas possíveis. A cabeça é proeminente, com olhos relativamente grandes com um afastamento apreciável, e com antenas com protuberância abrupta. O comprimento total varia de 0,5 a 1,2 mm.
Ocorrem numa variedade de ambientes, incluindo lama, debaixo de pedras, junto a raízes de plantas, em folhas caídas e em musgos. Armazenam algum ar debaixo dos élitros.
A fêmea produz um único ovo grande de cada vez.

## Classificação
A família era conhecida anteriormente como "Sphaeriidae", mas o nome esta pré-ocupado por uma família de bivalves. O nome foi substituído de forma inapropriada por "Microsporidae" (por alteração do nome do género para Microsporus) mas este facto foi alterado pelo retorno do uso de Sphaerius e pela reformação do nome da família para Sphaeriusidae. A posição desta família dentro dos coleópteros também se alterou diversas vezes ao longo do tempo.

## Espécies
O género possui as seguintes 23 espécies:
- Sphaerius acaroides
- Sphaerius africanus
- Sphaerius alticola
- Sphaerius coenensis
- Sphaerius coomani
- Sphaerius cribratus
- Sphaerius favosus
- Sphaerius gustavlohsei
- Sphaerius hispanicus
- Sphaerius humicola
- Sphaerius laeviventris
- Sphaerius madecassus
- Sphaerius politus
- Sphaerius obsoletus
- Sphaerius ovensensis
- Sphaerius papulosus
- Sphaerius perlaevis
- Sphaerius scutellaris
- Sphaerius silvicola
- Sphaerius spississimus
- Sphaerius tesselatus
- Sphaerius texanus
- Sphaerius tropicus